# Fabrika automobila Priboj
Fabrika automobila Priboj - FAP (Корпорација Фабрика Аутомобила Прибој а.д. / Korporacija Fabrika Automobila Priboj a.d.) je srbski proizvajalec tovornjakov in avtobusov iz Priboja, Srbija. FAP je bil ustanovljen leta 1952. Sprva je licenčno proizvajal Saurer tovornjake, trenutno licenčno proizvaja Mercedes-Benz NG tovornjake.

### Vojaška vozila
- FAP 1118 [2]FAP 1118
- FAP 2228 [3]FAP 2228
- FAP 3240 FAP 3240

### Civilna vozila

#### Manjši tovornjaki
- 1318 B/42
- 1824 BD/48 4x2
- 1828 BD/48 4x2
- 1829 BD/48 4x2
- 2235 BD/45 6x2
- 2236 BD/45 6x2

#### Vlačilci
- 1836 BDT/32 4x2
- 1840 BDT/32 4x2
- 2636 BDT/32 6x4
- 2636 BDT/32 6x4

#### Kiperji
- 1318 BK/36 4x2
- 1418 BSK/36 4x4
- 2024 BK/38 4x2
- 2024 BSK/38 4x4
- 2629 BK/32 6x4
- 2630 BK/32 6x4
- 2636 BK/32 6x4
- 3036 BK/32 6x4
- 3240 BKM/32 6x4
- 4140 BKM/45 8x4/4

#### Avtobusi
- City Bus A-537.4 CNG
- City Bus A-537.3
- City Bus A-537.5
- Single low Floor City Bus A-547.3
- Double low Floor City Bus A-559.4
- Midibus A-402

## Vozila v preteklosti
Seznam starejših vozil, ki niso več v proizvodnji

### Vojaška vozila
- FAP 13 FAP 13
- 13-14K
- 18
- M930
- 1117 (4x4)
- 2026 (6x6)
- 2832 (8x8)[4]

### Civilna vozila
- 4G
- 6G
- 10B
- 15B
- G1100
- 13 Gasilni tovornjak FAP 1314 v Perast, Črna Gora
- 18
- LP1113
- MB 1213
- O 302
- 1620
- 1621
- 1820
- 1823
- 1835 RBDT
- 2640 RBDT
- 1922 RBSK
- 2021 RBK
- 2023 RBK
- 2228
- 2635 RBDT
- 2628 RBK
- 2632 RBK
- 2635 RBK
- 3035 RBK
- A-637
- A-777